# Dov'è il mio corpo?
Dov'è il mio corpo? (J'ai perdu mon corps) è un film d'animazione del 2019 diretto da Jérémy Clapin, basato sul romanzo del 2006 di Guillaume Laurant Happy Hand.

## Trama
Una mano mozzata, ibernata in un reparto di un ospedale parigino, si anima e decide di fuggire per trovare il corpo a cui appartiene; si scoprirà di essere quella destra del giovane Naoufel. Il ragazzo, dopo un'infanzia e un'adolescenza difficili, è stato costretto dagli eventi a diventare corriere per una pizzeria, sebbene avesse sognato di diventare pianista o astronauta. Durante il suo lavoro, il giovane incontra inoltre Gabrielle, ragazza di cui si innamora. Nel finale del film, la mano effettivamente va a trovare Naoufel durante la notte, mentre il giovane sta dormendo e non si accorge di essa.

## Distribuzione
Il film è stato presentato in anteprima alla 72ª edizione del Festival di Cannes il 17 maggio 2019, nella Settimana internazionale della critica. La pellicola è stata poi distribuita nelle sale cinematografiche francesi da Xilam a partire dal 6 novembre 2019.
È stato distribuito a livello internazionale in numerosi paesi da Netflix il 29 novembre 2019.

## Riconoscimenti
- 2020 - Premi Oscar[3]
  - Candidatura per il miglior film d'animazione
- 2019 - Boston Society of Film Critics Awards
  - Miglior film d'animazione
- 2019 - Chicago Film Critics Association Awards[4]
  - Candidatura per il miglior film d'animazione
- 2019 - European Film Awards[5]
  - Candidatura per il miglior film d'animazione
- 2019 - Festival di Cannes
  - Gran Premio della Settimana internazionale della critica
- 2019 - Festival internazionale del film d'animazione di Annecy[6]
  - Cristal per il lungometraggio
  - Premio del pubblico
- 2019 - Los Angeles Film Critics Association Awards[7]
  - Miglior film d'animazione
  - Miglior colonna sonora a Dan Levy
- 2019 - New York Film Critics Circle Awards[8]
  - Miglior film d'animazione
- 2019 - Sitges - Festival internazionale del cinema fantastico della Catalogna[9]
  - Migliori musiche a Dan Levy
- 2019 - San Diego Film Critics Society Awards[10]
  - Miglior film d'animazione
- 2019 - Festival Européen du Film Fantastique de Strasbourg
  - Cigogne d’Or du Meilleur Film d'Animation (ex aequo con Away di Gints Zilbalodis)
- 2020 - Critics' Choice Awards[11]
  - Candidatura per il miglior film d'animazione
- 2020 - Premio César[12]
  - Miglior film d'animazione
  - Migliore musica a Dan Levy
  - Candidatura per il migliore adattamento a Jérémy Clapin e Guillaume Laurant